# Mission kvindehandel
|  | Denne artikel er oprettet af botten PalnaBot ud fra en ekstern database. Den kan derfor have sproglige fejl eller mangler. Denne skabelon kan fjernes efter kontrol af indholdet. |

Mission kvindehandel er en film instrueret af Sine Plambech og Judith Lansade.

## Handling
Det anslås, at der i 2010 er ca. 2.500 udenlandske prostituerede i Danmark. En del af dem er ofre for international kvindehandel; trafficking, og Københavns Politi indsatte i 2008 en specialenhed til at bekæmpe det. Filmen følger enhedens efterforskning i den danske sexindustri og er med der, hvor kun politiet, de prostituerede, håndlangerne og bagmændene færdes. Gennem telefonaflytninger og overvågning, gadeaktioner og detektivarbejde er politiet konstant på jagt efter vidner og beviser, der kan fælde bagmændene. Det er en meget vanskelig opgave, og filmen afdækker udfordringerne i mødet mellem specialenhedens intentioner og de juridiske rammer, den arbejder under, og en globaliseret og kompleks verden af illegal migration, fattigdom og voodoo på den anden side. For kvinderne er livet som prostitueret i Danmark en indtjeningsmulighed, de ikke havde dér, hvor de kommer fra.